# Fabio Cordi
Fabio Cordi (* 5. August 1988) ist ein ehemaliger italienischer Snowboarder. Er startete im Snowboardcross.

## Werdegang
Cordi startete im Januar 2006 in Vars erstmals im Europacup und errang dabei den 59. Platz. Bei den Juniorenweltmeisterschaften 2007 in Bad Gastein belegte er den 29. Platz und bei den Juniorenweltmeisterschaften 2008 in Chiesa in Valmalenco den achten Rang. Sein Debüt im Snowboard-Weltcup gab er im März 2008 in Chiesa in Valmalenco, wobei er den achten Platz belegte. In der Saison 2008/09 erreichte er mit vier Top-Zehn-Platzierungen darunter je einen dritten sowie zweiten Platz, den achten Platz und in der Saison 2011/12 mit drei Top-Zehn-Platzierungen, darunter je einen dritten sowie ersten Platz, den sechsten Platz in der Snowboardcross-Wertung des Europacups. In der Saison 2013/14 holte er in Veysonnaz seinen einzigen Weltcupsieg. Dies war zugleich seine erste Top-Zehn-Platzierung im Weltcup und erreichte zum Saisonende mit dem 18. Platz im Snowboardcross-Weltcup sein bestes Gesamtergebnis. In den folgenden Jahren kam er im Weltcup weitere zweimal unter den ersten Zehn und belegte bei den Snowboard-Weltmeisterschaften 2019 in Solitude den 32. Platz. Seinen 45. und damit letzten Weltcup absolvierte er im Dezember 2019 in Cervinia, welchen er auf dem 44. Platz beendete.

## Weltcupsiege und Weltcup-Gesamtplatzierungen

### Weltcupsiege
| Nr. | Datum         | Ort       | Disziplin      |
| --- | ------------- | --------- | -------------- |
| 1.  | 11. März 2014 | Veysonnaz | Snowboardcross |

### Weltcup-Gesamtplatzierungen
| Saison  | Snowboardcross | Snowboardcross |
| Saison  | Punkte         | Platz          |
| ------- | -------------- | -------------- |
| 2007/08 | 36             | 76.            |
| 2010/11 | 219            | 47.            |
| 2011/12 | 432            | 34.            |
| 2012/13 | 484            | 36.            |
| 2013/14 | 1161           | 18.            |
| 2014/15 | 292            | 26.            |
| 2015/16 | 857,7          | 24.            |
| 2016/17 | 130            | 51.            |
| 2017/18 | 143,4          | 60.            |
| 2018/19 | 382            | 31.            |